# فرودگاه بین‌المللی جکسنز
فرودگاه بین‌المللی جکسنز (به انگلیسی: Jacksons International Airport) یک فرودگاه همگانی با کد یاتا POM است که یک باند فرود آسفالت دارد و طول باند آن ۲۷۵۰ متر است. این فرودگاه در کشور پاپوآ گینه نو قرار دارد و در ارتفاع ۳۸ متری از سطح دریا واقع شده‌است.

## شرکت‌های هواپیمایی و مقصدهای پروازی
| شرکت‌های هواپیمایی | مقصدهای پروازی |
| ----------------- | --- |
| ایر نیوگینی       | گورنی، بریزبن، Buka، کنز، چوک، دارو، انگوراه رای، گرکا، هسکینس، هنگ کنگ، هونیارا، کاوینگ، Kieta، Kiunga، چیمبو، لای نادزاب، جزیره لیهیر، موموت، مادانگ، نینوی آکوئینو، مندی، ماونت هاگن، نادی، Pohnpei، گیروا، باورفیلد، ربائول، چانگی سنگاپور، سیدنی، Tabubil، Tari، ناریتا، تانزویل، وانیمو، واپناماندا، ویواک |
| فیلیپین ایرلاینز  | نینوی آکوئینو |
| PNG Air           | گورنی، دارو، گرکا، هسکینس، Kiunga، لای نادزاب، جزیره لیهیر، Losuia، مادانگ، Misima Island، مورو، ماونت هاگن، گیروا، ربائول، Tabubil، Tufi، ویواک |
| کانتاس            | بریزبن |
| Travel Air        | گورنی، هسکینس، لای نادزاب، مادانگ، ماونت هاگن، ربائول، ویواک |
| ویرجین استرالیا   | بریزبن |